# Тікунов Григорій Якович
Тікуно́в Григо́рій Я́кович (нар.5 січня 1916 — пом. 23 червня 1972) — командир танкової роти 36-ї Червонопрапорної ордена Суворова танкової бригади 11-го танкового корпусу 69-ї армії 1-го Білоруського фронту, Герой Радянського Союзу.

## Біографія
Народився 5 січня 1916 в Любимівці (нині Машівського району Полтавської області) в бідній селянській родині. У 1932 році закінчив Михайлівську неповну середню школу. Працював обліковцем у колгоспі імені Тельмана.
У 1937 році призваний у Червону армію. Після демобілізації працював завідувачем відділу в Полтавському обкомі ЛКСМУ.
З липня 1941 року — знову в армії. Закінчив Харківське військово-політичне училище. Був направлений політруком роти в саперний батальйон. Воював на Брянському, Воронезькому, Південно-Західному фронтах. Був двічі поранений.
У 1944 році закінчив Казанське танкове училище. Призначений командиром роти 36-ї Червонопрапорної ордена Суворова танкової бригади 11-го танкового корпусу 69-ї армії 1-го Білоруського фронту.
У січні 1945 року 36-а танкова бригада прорвала оборону противника і вийшла до передмість польського міста Радом. Лобова атака укріпленого пункту успіху не принесла — було прийняте рішення завдати одночасних раптових ударів з фронту і тилу. 15 січня рота Тікунова отримала завдання обійти місто, проникнути в тил угруповання, що оборонялося, і захопити залізничну станцію. Вміло використовуючи рельєф місцевості танкісти обійшли Радом і непоміченими наблизилися до залізничної станції. Поява танків в тилу деморалізувало ворога: ранком 16 січня місто було захоплене. 17 січня, при спробі противника контратакувати, танкисти Тікунова по бездоріжжю зайшли у фланг німців. Несподіваний фланговий удар сприяв розгрому великого угруповання противника.
В ході наступу на Лодзь і Познань рота капітана Тікунова захопила і запобігла руйнуванню переправи через річку Варта. Танкісти утримували міст до підходу основних сил. В кінці січня 1945 року Тікунов зі своєю ротою в числі перших форсував Одер, закріпився на його лівому березі і прикривав переправу військ. В цьому бою капітан Г. Я. Тікунов був поранений.
Указом Президії Верховної Ради СРСР від 27 лютого 1945 року за вміле виконання бойових завдань командування під час Вісло-Одерської операції і проявлені при цьому мужність і героїзм капітану Тікунову Григорію Яковичу було присвоєно звання Героя Радянського Союзу з врученням ордена Леніна і медалі Золота Зірка.
Мужній танкіст закінчив війну в Берліні. Після демобілізації у 1947 році жив у Полтаві, працював у Полтавському інженерно-будівельному інституті. З 1967 року — на пенсії. Помер 23 червня 1972 року. Похований на Центральному кладовищі в Полтаві.

## Нагороди
- Медаль «Золота Зірка» Героя Радянського Союзу (№ 5149)
- Орден Леніна
- Орден Вітчизняної війни 1-го ступеня
- Орден Червоної Зірки